# Günter Millahn
Günter Millahn, mitunter fälschlich Günther Millahn (* 1. Februar 1930 in Neu Zippendorf; † 19. März 2018 in Pinnow) war ein deutscher Förster, Pädagoge und Jäger. Bundesweit bekannt ist er durch seine Bücher über jagdkundliche Themen. Er lebte in Godern.

## Leben

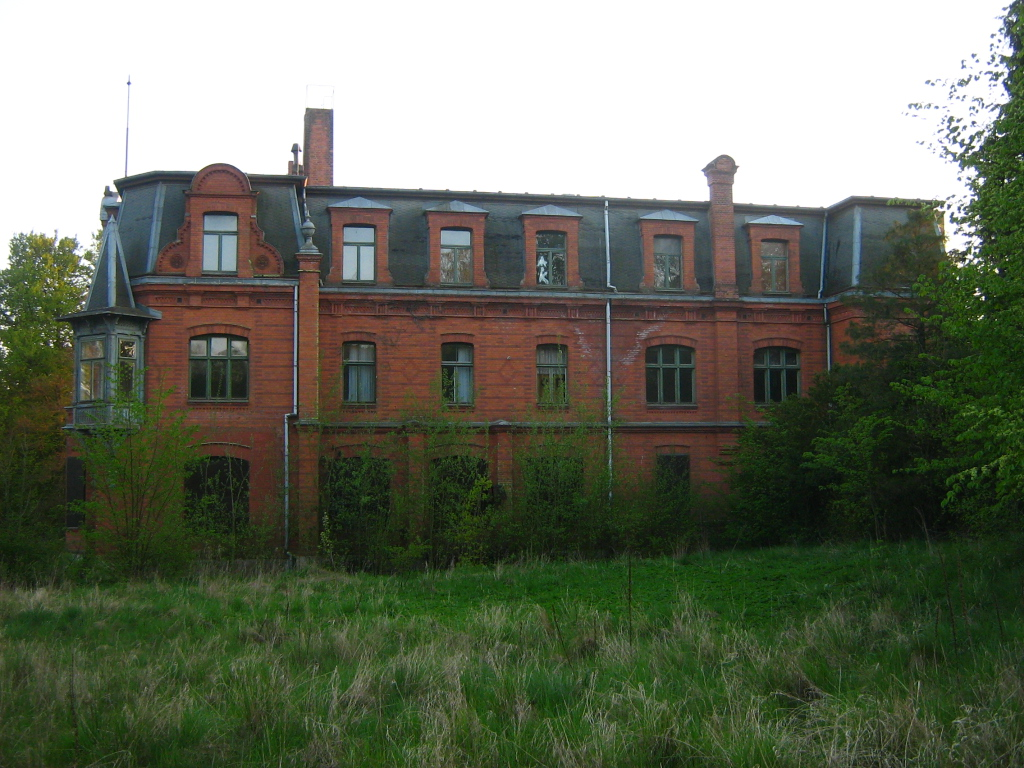
Günter Millahn lernte und lehrte an der ehemaligen Landesforstschule in Raben Steinfeld

Günter Millahn verbrachte seine Kindheit auf einem Forsthof bei Schwerin. Sein Vater Walter Millahn machte ihn schon früh mit dem Forstwesen, der Jagd und der Abrichtung von Jagdgebrauchshunden vertraut. Nach dem Schulabschluss absolvierte er eine Lehre zum Waldfacharbeiter, besuchte dann die Landesforstschule in Raben Steinfeld und studierte Forstwissenschaft in Tharandt. 1967 wurde er an der Deutschen Akademie für Landwirtschaftswissenschaften in Berlin mit der Dissertation Untersuchungen über die auftretenden Wildschäden in der Oberförsterei Neuhaus/Elbe und Vorschläge zu ihrer Abwendung promoviert. Von 1957 bis zu deren Schließung 1995 wirkte er als Dozent an der mecklenburgischen Forstfachhochschule Raben Steinfeld, deren Historie er in dem 1997 veröffentlichten Buch Raben Steinfeld. Geschichte einer Forstschule aufarbeitete. Sein Unterricht behandelte neben Waldbau auch die Abrichtung von Jagdgebrauchshunden.
Dabei brachte Millahn seine seit 1944 bei der Jagd auf Nieder- und Hochwild in den Revieren Mecklenburgs gemachten Erfahrungen ein. Er betrachtet die Jagd mit dem Hund als unverzichtbare Voraussetzung für eine tierschutzgerechte Jagd. Der korrekten Ausbildung von Jagdhunden maß er dabei hohe Bedeutung bei und praktizierte sie selbst über Jahrzehnte. Bereits sein erstes Fachbuch, Dressurkalender. Leitsätze für den jungen Jagdgebrauchshundführer (1958), behandelte dieses Thema. Seine Ausbildungssystematik fasste er auf Anregung seiner Studenten und Mitjäger im Abrichtekalender für Jagdgebrauchshunde zusammen, der 1996 als zweiter Band seiner Autobiografie Ein Jägerleben in Mecklenburg erschien. Diesem ließ Millahn 1998 noch 
Die gerechte Führung des Jagdgebrauchshundes folgen. 
Als Pensionär verfasste er zudem eine Biografie des Försters Fritz Hagemeister (1999), die historische Betrachtung Jagen in Mecklenburg-Vorpommern heute und gestern (2001) sowie die Anleitung Die weidgerechte Bewirtschaftung des Schwarzwildes (2001). Daneben publizierte er regelmäßig in jagd- und forstbezogenen Fachzeitschriften.
Millahns Grab befindet sich im Ruheforst Schweriner Seen auf der idyllischen Halbinsel Schelfwerder.

## Ehrungen
- 2007 – Hundeführerabzeichen in Gold des Kreisjagdverbands Parchim e. V.
- 2007 –  Ehrenmitgliedschaft der Jagdgenossenschaft Godern

## Schriften (Auswahl)
- Dressurkalender. Leitsätze für den jungen Jagdgebrauchshundführer, Berlin 1958.
- Jagdkunde. Lehrbeitrag, Brieselang 1967.
- Untersuchungen über die auftretenden Wildschäden in der Oberförsterei Neuhaus/Elbe und Vorschläge zu ihrer Abwendung, Dissertationsschrift, Berlin 1967.
- Ein Jägerleben in Mecklenburg, 2 Bände, Krefeld 1996 (ISBN 3-922348-02-5).
- Raben Steinfeld. Geschichte einer Forstschule, Krefeld 1997 (ISBN 3-922348-03-3).
- Die gerechte Führung des Jagdgebrauchshundes, Krefeld 1998 (ISBN 3-922348-04-1).
- Fritz Hagemeister. Porträt einer legendären Förstergestalt, Krefeld 1999 (ISBN 3-922348-05-X).
- Jagen in Mecklenburg-Vorpommern heute und gestern, Rostock 2001 (ISBN 3-356-00918-4).
- Die weidgerechte Bewirtschaftung des Schwarzwildes, Krefeld 2001 (ISBN 3-922348-08-4).